# L'Incendiaire (nouvelle)
L'Incendiaire (titre original : Barn Burning) est une nouvelle du romancier américain William Faulkner, parue en 1939. Elle se déroule dans le comté fictif du Yoknapatawpha, dans l'État du Mississippi, et a pour protagonistes des membres de la famille Snopes, personnages fréquemment mis en scène par le romancier. Il s'agit d'une des nouvelles de l'auteur que l'on retrouve le plus fréquemment dans les anthologies, et également l'une de celles les plus largement étudiées par les élèves américains.

## Historique
Faulkner écrivit L'Incendiaire à l'automne 1938 et l'envoya à son agent Harold Ober à la mi-novembre. Refusée par cinq périodiques - signe du peu de crédit dont l'auteur jouissait alors - la nouvelle parut finalement en juin 1939 dans Harper's Magazine et obtint cette année-là le premier prix des O. Henry Awards. Conçue un moment comme un préambule (« induction », selon les termes de l'auteur) à l'histoire Spotted Horses, l'une des matrices du Hameau, elle fut finalement résumée en deux pages dans ce roman, avec un changement de point de vue, le jeune garçon qui est au centre du récit dans L'Incendiaire disparaissant complètement. 
La nouvelle fut reprise dans le recueil Collected Stories paru en 1950 aux États-Unis et en France dans Histoires diverses, dans une traduction de René-Noël Raimbault (Collection « Du monde entier », Gallimard, 1967). Elle figure également dans l'intégrale des nouvelles de Faulkner parue en 2017 dans la Bibliothèque de la Pléiade, dans une traduction entièrement révisée par François Pitavy.

## Synopsis
La nouvelle se situe approximativement en 1895, un personnage faisant allusion à un épisode de la fin de la Guerre de Sécession s'étant déroulé « il y a trente ans de cela ». Le narrateur externe adopte essentiellement le point de vue d'un jeune garçon, Colonel « Sarty » Sartoris Snopes, nommé d'après une famille illustre dans la région, les Sartoris. Le récit débute dans une cour de justice où le père de Sarty, Ab Snopes, est jugé pour avoir brûlé une grange appartenant à un autre fermier, Harris. Le jeune garçon, ayant conscience de la culpabilité de son père, est appelé à la barre pour témoigner, et se trouve tiraillé entre les liens du sang, qui lui interdisent de trahir son père, et sa conscience naissante du bien et du mal. Il finit par ne rien dire. Le juge ne prononce aucune sentence, mais conseille fortement aux Snopes de quitter la ville, ne serait-ce que pour leur propre sécurité. En effet, dès sa sortie du tribunal, Sarty est assailli par un autre garçon, qui le traite d'« incendiaire » (« Barn Burner »). Ab Snopes et ses deux fils (Sarty et son frère aîné) rejoignent le reste de la famille, les deux sœurs de Colonel, sa mère et sa tante qui les attendent dans la charrette familiale, chargée de leurs rares possessions. Il s'agit de leur douzième déménagement depuis que Sarty peut s'en souvenir. 
Le soir venu, la famille campe dans un bosquet, près d'une source. Sarty doit faire face à son père qui le soupçonne d'avoir été prêt de le trahir, au tribunal. Celui-ci lui administre une correction, « durement mais sans violence » et réaffirme l'importance des liens du sang. Le lendemain, les Snopes arrivent dans leur nouveau foyer, une maison en bois appelée dogtrot cabin dans le Sud, près de la grande ferme où ils travailleront désormais. Ab décide de rendre visite à son employeur et emmène Sarty avec lui. Lorsqu'il aperçoit la luxueuse maison du propriétaire, Sarty retrouve foi dans l'avenir, considérant que la méchanceté de son père ne peut atteindre des gens vivant aussi confortablement. Cependant, en se dirigeant vers la maison, Ab marche sciemment dans un crottin de cheval, et y pénètre sans s'essuyer les pieds, salissant le tapis de couleur claire qui orne l'entrée. Furieux, le propriétaire du domaine, Mr. de Spain, rapporte le tapis aux Snopes en leur intimant l'ordre de le nettoyer, ce que font les deux filles de Snopes. Ab le rapporte ensuite à la maison De Spain, mais ne satisfait pas son employeur qui réclame vingt boisseaux de maïs supplémentaires sur leur récolte, afin de rembourser le tapis saccagé (« ruined »). Scandalisé, Sarty apporte son soutien à son père en lui disant qu'ils ne lui doivent rien, ne serait-ce qu'un boisseau de maïs.
Quelques jours plus tard, Snopes emmène son plus jeune fils en ville, où celui-ci apprend que son père a déféré l'affaire devant la justice. Sarty ne réalise cependant pas immédiatement qu'il s'agit de l'affaire du tapis, croyant que son père est jugé à nouveau pour avoir brûlé une grange, et s'écrie dans le tribunal : « C'est pas lui qui l'a fait ! C'est pas lui qui a brûlé... ». Le juge condamne finalement Snopes à verser dix boisseaux de maïs à son employeur. Ab passe le reste de l'après-midi en ville, faisant divers achats, et ne rentre chez lui qu'après le coucher du soleil. Après le dîner, Sarty réalise que son père se prépare à brûler la grange appartenant à de Spain, et tente de l'en dissuader. Craignant qu'il n'alerte le grand propriétaire, Ab demande à sa femme de retenir Sarty. Celui-ci parvient néanmoins à s'échapper et court vers la maison du propriétaire où il alerte de Spain du danger. Le riche fermier se lance alors à la poursuite de Snopes. Sans s'arrêter de courir, Sarty entend trois coups de feu, et semble persuadé de la mort de Snopes. Tout en pleurant son père, il semble enfin s'être libéré des liens du sang, et s'enfonce dans la nature, parmi le chant des engoulevents, alors que le matin se lève. La nouvelle se referme sur ces mots : « Il ne se retourna pas. »

## Personnages
- Abner Snopes : un personnage plus complexe qu'il n'y paraît, que Faulkner s'est bien gardé de construire tout d'une pièce. C'est un homme en colère, non par racisme, mais qui a besoin d'un objet de détestation plus bas que lui pour s'affirmer, traitant de « sale nègre » le domestique noir qui se met en travers de son chemin. Tout au long de la nouvelle, Snopes cherche à conserver sa dignité et son intégrité, et les incendies qu'il provoque sont autant de vengeances face aux événements qu'il vit comme des humiliations. Néanmoins, contrairement au jeune Sutpen dans Absalon, Absalon ! qui décide de devenir lui-même planteur pour gagner l'indépendance, Snopes ne cherche nullement à supplanter ou égaler de Spain. Faulkner le décrit comme un homme dur, inflexible, avec ses yeux couleur de cailloux. Tout de froideur et de noirceur, il s'avance avec « la finalité d'un tic-tac d'horloge », possédant « l'invulnérabilité de quelque chose d'impitoyablement découpé dans du fer blanc, sans épaisseur, comme si, tournée de profil vers le soleil, sa silhouette ne projetterait aucune ombre » (une description qui rappelle fortement celle de Popeye dans Sanctuaire). Les comparaisons animalisantes sont nombreuses : d'une « féroce rapacité », sa main se lève « comme une serre crochue » ; sa redingote lustrée a « l'aspect verdâtre du corps d'une vieille grosse mouche » et son indépendance est celle d'un « loup ». La fidélité première de Sarty envers son père est compréhensible dans la mesure où, malgré sa frigidité émotionnelle, Ab Snopes corrige son fils sans violence ni méchanceté, avec une rigueur glacée. Il sait partager son bien avec ses fils, et parler chevaux avec les autres paysans dans ce lieu de socialisation qu'est l'atelier du forgeron. Contrairement à Popeye, qui d'ailleurs ne se mêle pas aux autres hommes, Snopes n'apparaît pas comme un personnage foncièrement mauvais. Aussi Sarty éprouve-t-il une réelle affection pour lui, notamment lorsqu'il prend sa défense devant le juge avec une spontanéité désespérée : « C'est pas lui qui l'a fait ! C'est pas lui qui a brûlé... » ou lorsqu'il refuse l'idée que son père doive payer en boisseaux de maïs le dommage qu'il a causé au tapis du major de Spain, peut-être aidé en cela par la conscience naissante de sa condition sociale.
- Lennie Snopes, sa femme : Lennie a un rôle secondaire dans le récit, elle incarne surtout l'enfermement dans le carcan familial, femme dépassée et soumise à son mari ; ses tentatives pour l'empêcher de commettre l'irréparable sont toujours vaines. C'est elle qui retient à son fils à la fin de la nouvelle, voulant le protéger des blessures du monde extérieur, et la séparation est nécessaire pour que Sarty puisse s'émanciper et acquérir son indépendance.
- Colonel Sartoris Snopes, surnommé « Sarty », leur fils : la nouvelle est centrée autour de ce jeune personnage (le lecteur a une perception souvent limitée au point de vue de Sarty), dont elle narre la formation, et le parcours initiatique. Son paradoxe et ses conflits intérieurs sont déjà contenus dans son patronyme : Colonel Sartoris Snopes. C'est en effet la conscience du bien et du mal, et en particulier l'amour de la vérité et de la justice (« si quelqu'un dans ce pays porte le nom du colonel Sartoris, il ne peut dire que la vérité, n'est-ce pas ? » dira le juge) qui affrontent les liens du sang, et la fidélité qu'il doit à son père, tout incendiaire qu'il est. Sarty décidera finalement de tourner le dos à sa famille pour entrer dans l'âge adulte. Las de voir sa famille fuir d'un lieu à un autre à cause de la violence d'un père qui ne sait s'opposer que par le feu à ce qui lui fait obstacle, il fait le choix d'interrompre cette course insensée. La nature, qui incarne la fluidité, l'élément liquide par opposition au feu (« les voix liquides et argentées des oiseaux », devient un refuge pour cet enfant devenu homme qui part sans se retourner, après s'être éveillé dans une aube de printemps enchantée.
- son frère aîné (futur Flem Snopes)
- leurs deux sœurs, jumelles (seul le prénom de l'une d'elles, Net, est connu)
- leur tante, Lizzie
- Mr. Harris, fermier
- le major de Spain, fermier
- sa femme, Lula
- leur domestique noir

## Adaptation cinématographique
- 2018 : Burning (hangeul : 버닝 ; RR : beo-ning, littéralement « En train de brûler »), film sud-coréen coécrit et réalisé par Lee Chang-dong, adaptation libre de la nouvelle de Faulkner